# 星状马铃薯病毒纲
星状马铃薯病毒纲（学名：Stelpaviricetes）是小核糖病毒门下的一个纲。

## 下属分类
本纲包括以下目：
- 马铃薯病毒目 Patatavirales
- 星状病毒目 Stellavirales